# Ochyrocera varys
Ochyrocera varys — вид аранеоморфних павуків родини Ochyroceratidae. Описаний у 2018 році.

## Назва
Вид названо на честь лорда Варіса з Вестероса, персонажа з серії книг «Пісня льоду й полум'я». Варіс плете інтриги і управляє мережею шпигунів по всьому Вестеросу та Ессосу, за що він отримав прізвисько Павук.

## Поширення
Ендемік Бразилії. Виявлений у заповіднику Національний ліс Каражас у штаті Пара.

## Опис
Чоловічий голотип завдовжки 2,3 мм, а жіночий паратип — 2,0 мм.